# Probolosternus beguei
Probolosternus beguei är en skalbaggsart som beskrevs av Paulian in Delamare Deboutteville och Renaud Maurice Adrien Paulian 1952. Probolosternus beguei ingår i släktet Probolosternus och familjen stumpbaggar. Inga underarter finns listade i Catalogue of Life.